# 何出圖
何出圖（1552年—？），字啓文，號見寰，河南開封府扶溝縣人，民籍，明朝政治人物。同進士出身。

## 生平
隆慶元年（1567年）丁卯鄉試三十二名，萬曆十四年（1586年）丙戌科會試二百五十名，登三甲第一百八十名進士。兵部观政，十二年授山西長子縣知縣，二十年升职方司主事，二十四年官至兵部員外郎，本年降保安县典史。

## 家族
曾祖何政；祖父何世亨，曾任恩賜壽官；父何岑，曾任河間府通判。母張氏。永感下。弟何出光，癸未進士、山西曲沃县知县。